# وزارة الداخلية (باكستان)
وزارة الداخلية الباكستانية (بالأردية: پاکستان وزارت داخلہ)، هي وزارة بالحكومة الباكستانية الإتحادية، وهي مسؤولة بشكل أساسي عن السياسات الداخلية وأمن الدولة وإدارة الشؤون الداخلية التي تنطوي على الدولة ومساعدة الحكومة بشأن الشؤون الإقليمية للمناطق القبلية الخاضعة للإدارة الفيدرالية، والمناطق المعزولة في المناطق القبلية الخاضعة للإدارة الإقليمية (PATA).
يشغل منصب وزير الداخلية الاتحادي حالياً رنا ثناء الله خان منذ 19 أبريل 2022.

## الهيكل التنظيمي
- وزير الداخلية[1]
  - وزير الدولة للشؤون الداخلية
    - السكرتير الإضافي الأول
      - سكرتير الإدارة المشتركة
      - سكرتير مشترك للشؤون السياسية

    - السكرتير الإضافي الثاني
      - سكرتير مشترك لتكنولوجيا المعلومات والاتصالات
      - الأمين المشترك للقوات المسلحة المدنية

    - السكرتير الإضافي الثالث
      - السكرتير المشترك للهجرة والجنسية
      - الأمين المشترك للشؤون القانونية

## الوزراء
| الوزير               | فترة المنصب                     | رئيس الوزراء                                             | الإنتماء السياسي/الحزب        |
| -------------------- | ------------------------------- | -------------------------------------------------------- | ----------------------------- |
| فضل الرحمن           | 15 أغسطس 1947 - 8 مايو 1948     | لياقت علي خان                                            | الرابطة الإسلامية الباكستانية |
| خواجة شهاب الدين     | 8 مايو 1948 - 26 نوفمبر 1951    | لياقت علي خان خواجة ناظم الدين                           |                               |
| مشتاق أحمد كرماني    | 26 نوفمبر 1951 - 24 أكتوبر 1954 | خواجة ناظم الدين محمد علي بوغرا                          |                               |
| إسكندر ميرزا         | 24 أكتوبر 1954 - 7 أغسطس 1955   | محمد علي بوغرا                                           | الحزب الجمهوري                |
| أبو القاسم فضل الحق  | 11 أغسطس 1955 - 9 مارس 1956     | تشودري محمد علي                                          |                               |
| عبد الستار           | 17 مارس 1956 - 12 سبتمبر 1956   | تشودري محمد علي                                          | حزب بنغلاديش القومي           |
| مير غلام علي تالبور  | 12 سبتمبر 1956 - 18 مارس 1958   | حسين شهيد سهروردي إبراهيم إسماعيل جندريكار فيروز خان نون |                               |
| جلال الدين جلال بابا | 18 مارس 1958 - 14 أكتوبر 1958   | فيروز خان نون                                            |                               |
| ذاكر حسين            | 14 يونيو 1960 - 8 يونيو 1962    |                                                          | الرابطة الإسلامية الباكستانية |
| حبيب الله خان مروت   | 13 يونيو 1962 - 23 مارس 1965    |                                                          | حزب الشعب الباكستاني          |
| أيوب خان             | 23 مارس 1965 - 17 أغسطس 1965    |                                                          | الرابطة الإسلامية الباكستانية |
| شودري علي أكبر خان   | 17 أغسطس 1965 - 30 نوفمبر 1966  |                                                          |                               |
| أفضل رحمن خان        | 5 ديسمبر 1966 - 25 مارس 1969    |                                                          |                               |
| عبد الحميد خان       | 15 أبريل 1969 - 3 أغسطس 1969    |                                                          |                               |
| سردار عبد الرشيد خان | 4 أغسطس 1969 - 22 فبراير 1971   |                                                          |                               |
| ذو الفقار علي بوتو   | 24 ديسمبر 1971 - 1 مايو 1972    | نور الأمين                                               | حزب الشعب الباكستاني          |
| عبد القيوم خان       | 13 مايو 1972 - 13 يناير 1977    | ذو الفقار علي بوتو                                       |                               |
| ذو الفقار علي بوتو   | 13 يناير 1977 - 28 مارس 1977    | نفسه                                                     |                               |
|                      |                                 |                                                          |                               |